# Григор'єв Віктор Михайлович
Віктор Михайлович Григо́р'єв (псевдонім — Грі; 24 січня 1903, Рязань — 23 вересня 1982, Боярка) — радянський графік та художник кіно; член Спілки радянських художників України. Чоловік Кіри Григор'євої.

## Біографія
Народився 24 січня 1903 року в місті Рязані (нині Російська Федерація). Початкову художню освіту в 1918—1919 роках здобував у студії професора Захара Шмельова в містечку Сапожку Рязанської губернії. Учасник Громадянської війни. Протягом 1925—1930 років, навчався у Ленінграді — у школі живопису та малювання професора Олексія Ейснера. 
У 1930-ті роки співпрацював з газетами та журналами як карикатурист. 
Пережив блокаду Ленінграду, після якої, за рекомендацією лікарів, переїхав до Києва, де з 1944-го року почав співпрацю з журналом «Перець». Його малюнки післявоєнного періоду принесли йому успіх і визнання серед читачів. Григор'єв працював у жанрі політичної та побутової сатири, ілюстрував сучасних гумористів — їх розповіді, гуморески, байки. Серед відомих робіт перчанського періоду були такі картини, як «Анна на шиї» та «Мисливці на привалі (майже за Перовим)» (обидві 1960 р.). Перша картина сатирично зобразила ситуацію, коли дорослі діти сидять на шиї у батьків, а на другій картині художник, за допомогою образів тварин, алегорично висміяв людські недоліки (образи людей у картині замінені образами собак).
У тому ж дусі були виконані ілюстрації до книги І. Франка «Лис Микита» (1951 р.) та велика серія малюнків до твору «Казка про попа і наймита його Балду» О. С. Пушкіна, роботу над якими художник почав ще у довоєнні роки.
Співпрацював з багатьма видавництвами, працював у Республіканському театрі ляльок. Неодноразово брав участь у виставках картин, іграшок. Був членом Спілки художників УРСР.
У 1949 році, на Агурському водоспаді в Хості (мікрорайон у Сочі),  познайомився з Кірою Борисівною Поляковою. З того часу почалось їх спільне сімейне та творче життя.
У 1950 році Кіра Борисівна переїздить до Києва, а у 1954 році — до передмістя Києва — м. Боярка, де художники будують дім, який на довгі 33 роки стає для них і затишним сімейним гніздом, і творчою майстернею. У творчій співпраці художників одна за одною народжуються дитячі книжки — ілюстрації до улюблених дитячих казок — Буратіно, Незнайко, Барвінок, Цибуліно та інші.
Віктор Михайлович працював у якості графіка — тушшю та олівцем, а Кіра Борисівна — як майстер акварелі — оформлювала кольорові рішення. Уміння організувати художній матеріал, створити зримі образи героїв, кожен з яких яскраво проявляє себе, зберігаючи при цьому ритм розповіді, єдність образів та тісний взаємозв'язок героїв — ось головні причини успіху їх співпраці як художників-ілюстраторів.
Ілюстрації Григор'євих не тільки розкривали задум книги, але й поглиблювати та значно збагачували його. Наприклад, у своєму спільному проекті — «Пригоди Незнайка і його товаришів» (спочатку для журналу «Барвінок» у 1953-54рр, а потім для книги у 1955 році), художники створили яскраві образи героїв, у яких дитяча відвертість поєднувалась з їх небувалим зовнішнім виглядом. Малюнки Григор'євих зробили персонажів казки М. Носова більш конкретними, відчутними, переконливими. Події казки зображені так живо, з такими захоплюючими подробицями, що читач відчуває себе майже співучасником усіх пригод Незнайка і його друзів.
Такі ж риси були притаманні й іншим ілюстраціям художників. Це — видані та неодноразово перевидані у 1950-1980-ті роки різними мовами (російською, українською, естонською, молдавською, грузинською) книги О. Толстого «Золотий ключик», М. Носова « Пригоди Незнайка і його товаришів», «Незнайко в Сонячному місті», «Незнайко на Місяці», казка «Теремок». Також Ю. Чеповецького «Солдат Пєшкін і компанія», Б. Чалого «Пригоди Барвінка і Ромашки», «Політ Барвінка на Місяць», «Про відважного Барвінка і Коника-Дзвоника» та багато інших.
Протягом багатьох років Григор'єви співпрацювали з відомим українським журналом «Барвінок». Саме на сторінках цього журналу народився образ славетного героя Барвінка з блакитної квіточки з хлоп'ячим обличчям — улюбленець української малечі багатьох поколінь. Створюючи образи до серії казок про Барвінка, художники активно використовували мотиви українського фольклору. З великою художньою вигадкою зобразили усіх казкових персонажів таких як — Барвінок, Ромашка, коник Дзвоник, метелик Махаон, Осот, Будяк, Кропива, Тхір та ін.  Віктор Михайлович добре знаючись на тваринах та маючи художній талант анімаліста разом з Кірою Борисівною, яка майстерно володіла зображенням рослинного світу, завжди вміли вправно «олюднити» персонажів та знайти потрібні сатиричні засоби в трактовці негативних образів.
У 1963-му році до Боярки приїздило українське телебачення — до 60-річчя художника про нього знімали документальний фільм під назвою — «В гостях у доброго казкаря». 

## Творчість
Працював у галузях журнальної та книжкової графіки. У 1920-ті роки був художником і режисером-постановником перших мультиплікаційних фільмів радянського кіно («Піонер Ваня»). 